# Mihai Pocorschi
Mihai Pocorschi (n. 10 septembrie 1955) este un cântăreț, compozitor și producător de origine română, cunoscut ca fiind fondatorul proiectelor Holograf, Mihai Pocorschi & Formula 5 și VH2, pentru care a și compus muzica și versurile.

## Biografie
Primul contact cu muzica a fost la 11 ani.   
Este fondatorul formației românești de pop rock Holograf și compozitorul muzicii și versurilor pentru primele două albume ale trupei (Holograf 1 și Holograf 2). Este și fondatorul formației „Mihai Pocorschi & Formula 5”, trupă care a fost aleasă să interpreteze Imnul echipei de fotbal a României pentru Cupa Mondială din 1990 (transmisă, de asemenea și în Italia). A mai fondat formația VH2 și a compus muzica și versurile a trei albume de studio ale trupei („Greatest Hits”, „Dacă N-ai Iubi” și „2 de la VH2”) și a unui album live („Live în garajul Europa FM”). Multe dintre piesele trupei au fost șlagăre la radio: „Trecea Vremea”, „Mai Stai”, „Fiecare Zi Fără Tine”, „Numai Iubirea”, „Dacă N-ai Iubi”, „Balada Controlorului”, „Păsări de Fum” și altele. Trupa este încă activă, lansând piese de radio și susținând concerte în România. Ultima piesă lansată este „Nu mă uită”.
Între 2008-2012 a făcut parte de trei ori din juriul selecției naționale Eurovision, iar în 2015, Mihai a fost membrul juriului internațional de la Eurovision. De asemenea, artistul a fost producătorul muzical al Eurovision România în 2015, 2016 și 2017 și este compozitorul genericului Eurovision România, folosit de Televiziunea Română începând din 2015.
Alături de colegii săi din trupa VH2, Mihai a deschis concertele unor artiști internaționali precum: Elton John în Piață Constituției în 2010, Roxette la Zone Arena în 2011 și Status Quo la Sala Palatului în 2012.
Mihai Pocorschi a compus și pentru artiști ca Doina Matei, Dida Drăgan, Narcisa Suciu, Luminița Anghel și alții. Multe dintre piese au fost șlagăre la radio.
Artistul compune și muzică de film pentru diferite coloane sonore, precum: „KM 36”, „Meda sau partea nu prea fericită a lucrurilor” și „Dragoste Pierdută”. În 2018, a fost nominalizat la Premiile UCIN.
Este director de creație și producător pentru peste două sute de spoturi publicitare pentru radio și televiziune.

## Discografie

### Albume
- Holograf – Holograf 1 (LP, 1983)
- Holograf – Holograf 2 (LP, 1987)
- Mihai Pocorschi – Mihai Pocorschi (LP, 1988)
- Mihai Pocorschi – Made in România (LP, 1992)
- Mihai Pocorschi – Cântec pentru tricolori (LP, 2000)
- VH2 – Greatest Hits (LP, 2002)
- VH2 – Dacă n-ai iubi (LP, 2004)
- VH2 – 2 (LP, 2011)
- VH2 – Live în garaj (LP, 2014)